# Cheram (Razavikhorasan)
Cheram (persiska: چرم) är en ort i Iran.   Den ligger i provinsen Razavikhorasan, i den nordöstra delen av landet, 700 km öster om huvudstaden Teheran. Cheram ligger 1 430 meter över havet och antalet invånare är 262.
Terrängen runt Cheram är platt åt nordost, men åt sydväst är den kuperad.Runt Cheram är det ganska glesbefolkat, med 42 invånare per kvadratkilometer. Närmaste större samhälle är Farhādgerd, 15,5 km sydost om Cheram. Trakten runt Cheram består i huvudsak av gräsmarker.